# Нумоний Вала
Нумо́ний Ва́ла (лат. (Gaius) Numonius Vaala; убит в сентябре 9 года) — древнеримский военный деятель времён правления императора Августа, участник побоища римлян в Тевтобургском лесу осенью 9 года.

## Происхождение
Вала принадлежал к неименитому плебейскому роду, происходившему, по разным версиям, из Цере (Этрурия) либо из Песта в Лукании. Родным отцом Нумония являлся, судя по всему, монетарий 41 года до н. э. Гай Нумоний Ваала. Возможно, родным братом Нумония-младшего был некий Гней Бебий, сын Гнея, Тамфил Вала Нумониан, последовательно занимавший должности квестора, претора, проконсула и монетного триумвира в период правления императора Августа (между 27 годом до н. э. и 14 годом н. э.).
Когномен «Вала» (или «Ваала», Vala/Vaala) в сохранившихся источниках впервые упоминается только ближе к концу II века до н. э. и встречается он у Гессиев, о чём свидетельствует надпись, обнаруженная в Пренесте.

## Биография
На основании групповой надписи, обнаруженной в Филах (Египет) и датируемой 2 годом до н. э., где, наряду с Луцием Требонием Орикулой, фигурирует некто Гай Нумоний Вала, Т. Уайзмен допускает отождествление последнего с подручным Квинтилия Вара. 
В начале сентября 9 года Нумоний, в числе прочих офицеров, был внезапно атакован объединившимися германскими племенами (херусками, бруктерами, хамавами, маркоманами, сигамбрами, хавками, хаттами) во главе с их вождём Арминием, напавшими на римскую армию в Германии во время её марша через Тевтобургский Лес. В результате неожиданного нападения восставших германских племён находившиеся в составе римлян все 3 легиона (XVII, XVIII и XIX) были уничтожены, римский командующий Публий Квинтилий Вар погиб. Сражение привело к освобождению Германии из-под власти Римской империи и стало началом длительной войны Империи с германцами. В итоге, германские земли сохранили независимость, а Рейн стал границей северо-восточных областей Римской империи.

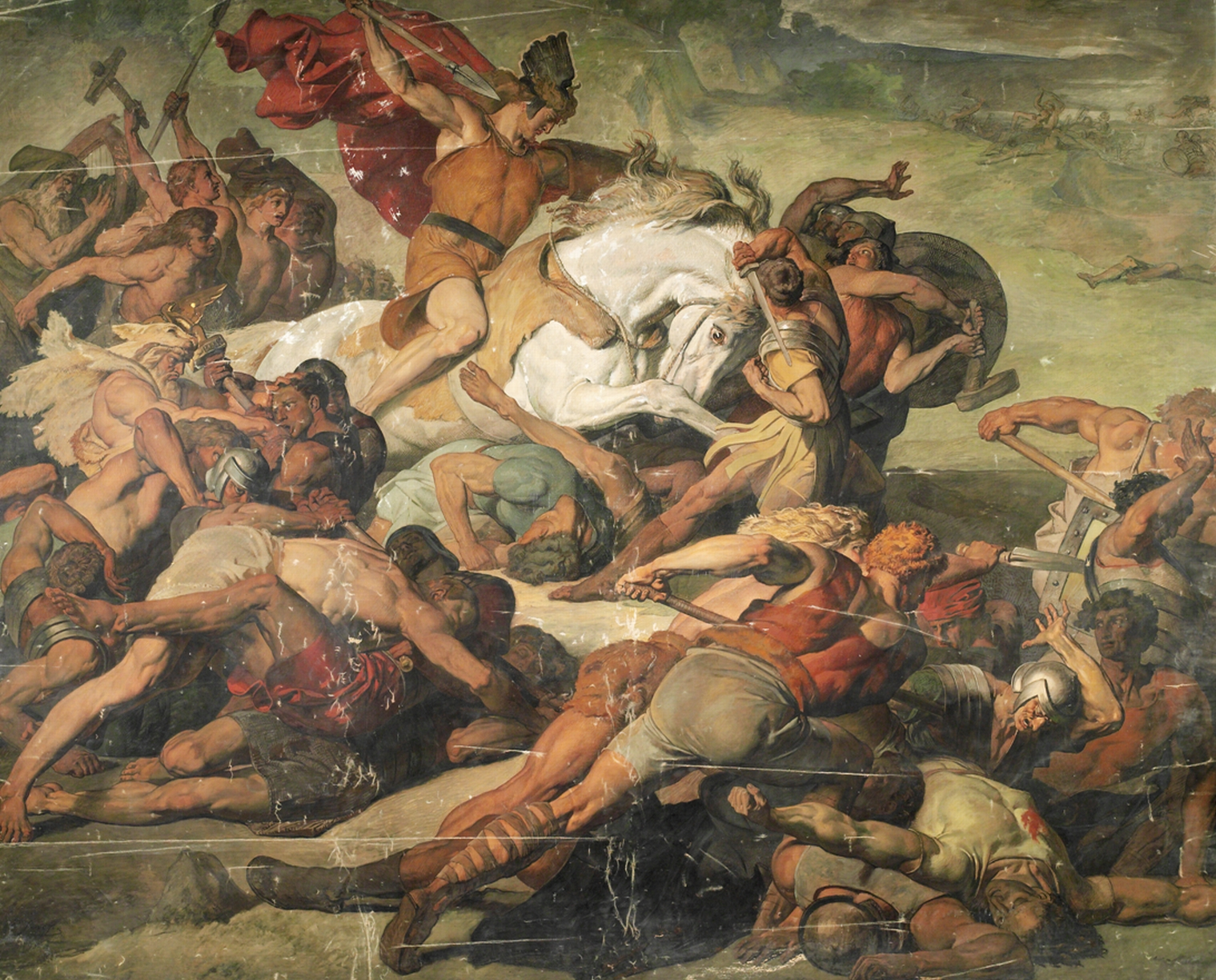
Арминий атакует.
Худ. J. P. Janssen, около 1870 года.

Подробности трёхдневного сражения в Тевтобургском Лесу содержатся только в «Истории» Диона Кассия: германцы выбрали для нападения удачный момент, когда римляне его не ожидали, а сильный дождь усилил неразбериху в колонне. «Римляне вели за собой, совсем как в мирное время, множество повозок и вьючных животных; за ними следовало также большое количество детей, женщин и прочей прислуги, так что войско вынуждено было растянуться на большое расстояние. Отдельные части войска ещё более отделились одна от другой вследствие того, что полил сильный дождь и разразился ураган». Германцы начали с обстрела римлян из лесу, затем атаковали вплотную. Еле отбившись, легионы остановились и разбили по заведённому в римской армии порядку лагерь на ночь. Большинство повозок и часть имущества было сожжено. На следующий день колонна двинулась в путь в более организованном порядке. Германцы не прекращали нападений, но местность была открытой, что не способствовало атакам из засад. На третий день колонна оказалась среди лесов, где невозможно было держать сомкнутый боевой строй, к тому же снова возобновился проливной дождь. Промокшие щиты и луки римлян потеряли боеспособность, грязь не давала возможности продвигаться обозу и воинам в тяжёлых доспехах, в то время как германцы с лёгким вооружением быстро перемещались. Римляне пытались возвести оборонительный вал и ров. Количество нападавших увеличилось, так как к херускам присоединились новые воины, прознав о бедственном положении римского войска и в надежде на добычу.
Раненые Квинтилий Вар и один из его легатов, Луций Эггий, приняли решение заколоться, чтобы не испытать позор плена. После этого сопротивление прекратилось, деморализованные солдаты бросали оружие и погибали, почти не обороняясь. Префект лагеря Цейоний сдался в плен и позже был казнён как предатель. Легат Нумоний Вала с конницей бежал к Рейну, бросив пехоту на произвол судьбы. По свидетельству Веллея Патеркула, Нумонию, «человеку во всём остальном уравновешенному и честному», судьба отомстила за дезертирство: «он не пережил покинутых, но был убит как перебежчик». Торжествующие германцы принесли в жертву своим богам пленных военных трибунов и центурионов. Корнелий Тацит пишет о виселицах и ямах, на месте последнего боя остались пригвождённые к деревьям черепа римлян. Флор сообщает, что особенно германцы свирепствовали против захваченных римских судей: «Одним они выкололи глаза, другим отрубили руки, у одного зашили рот, предварительно вырезав язык. Держа его в руках, один из варваров воскликнул: „Наконец-то ты перестал шипеть, змея!“» Веллей Патеркул отметил мужество одного пленного римлянина: «при виде мучений, которым германцы подвергали пленников, замечательный, достойный древности своего рода поступок совершил Кальд Целий: схватив звено цепи, которой был закован, он ударил им себя по голове — сразу вытекли кровь и мозги, и он испустил дух».